# Frederik Vermehren

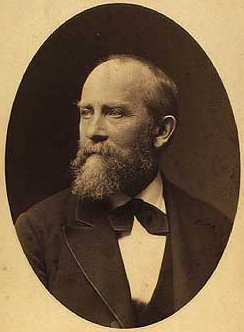
Frederik Vermehren

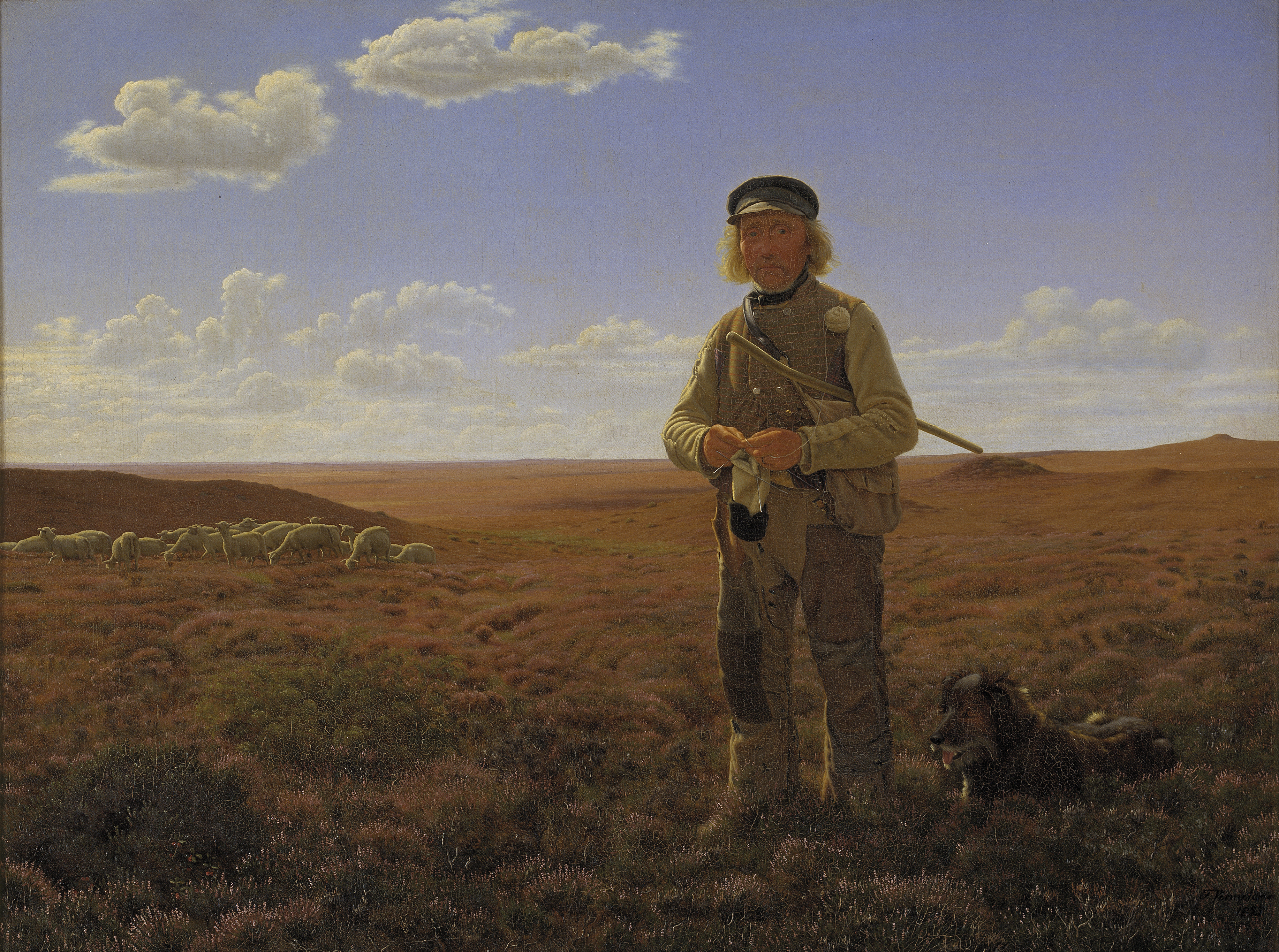
Ein jütländischer Schäfer im Moor, 1855, Öl auf Leinwand, 59,5 × 80 cm

Frederik Vermehren (* 12. Mai 1823 in Ringsted auf Seeland; † 10. Januar 1910 in Kopenhagen) war ein dänischer Maler des ausgehenden 19. Jahrhunderts.

## Leben
Vermehren war der Sohn von Peter Frederik Nikolai Vermehren (1793–1869) und dessen Frau Sofie Amalie (geborene Franck, 1801–1846). Er war ein Schüler von Hans Harder (1792–1873) in Sorö, besuchte die Königlich Dänische Kunstakademie in Kopenhagen und wurde dann Schüler von Jørgen Roed (1808–1888). 1855–1857, 1862 und 1878 führten ihn Reisen nach Italien und nach Paris. Vermehren wurde 1864 Mitglied der Königlichen Kunstakademie in Kopenhagen und 1865 Lehrer an der dortigen Malschule. Von 1873 bis 1901 hatte er eine Professur an der Akademie inne. Im Jahr 1892 wurde er zum Kommandeur des Dannebrogordens ernannt und in den Jahren 1890 bis 1896 war er Mitglied der staatlichen Kommission für die Beschaffung von Kunstwerken. Er wird zur Eckersberg-Schule gezählt und gilt als letzter prominenter Vertreter des Goldenen Zeitalters in Dänemark. Er malte Landschaften, Interieurs und auch Porträts. Seine Bilder hängen in allen wichtigen Sammlungen Dänemarks, aber auch in Norwegen und Schweden.
Familie

Am 7. Juli 1857 heiratete er Thomasine Ludvigne (geborene Grüner, 21. Dezember 1833 bis 26. Februar 1877) eine Tochter des Justizrats Thomas Ludvig Grüner (1782–1844) und dessen Frau Petrine Elisabeth (geborene Beyer, 1808–1863). Seine Söhne Gustav (28. Dezember 1863–2. September 1931) und Sophus (28. August 1866–1950) wurden ebenfalls in Dänemark bekannte Maler.